# Barrón Flecha (aeroplano)
Flecha o Barrón Flecha fue un avión biplano desarrollado en España por Eduardo Barrón sobre la base del Lohner Pfeilflieger, en 1915.

## Desarrollo y diseño
Eduardo Barrón conocía bien el biplano tractor Lohner Pfieflieger, que había usado militarmente en la guerra del Rif, efectuando el primer bombardeo aéreo de la historia con bombas específicas de aviación (otras fuentes indican que los primeros fueron los capitanes Olivier y Cifuentes el 23 de noviembre de 1913). Eran ingenios Carbonit, traídos a España desde Alemania en 1912 por S.A.R. el Infante Don Alfonso de Orleans, y que más tarde fueron fabricadas bajo licencia por el Taller de Precisión de Artillería para, posteriormente, serlo por EISA en su factoría de Aranjuez, dentro de los acuerdos existentes entre dicha empresa y Carbonit AG para la fabricación y desarrollo de algunas de las patentes de dicha firma alemana.
Barrón mantuvo la configuración biplano tractor pero implantó en el Flecha ciertas ideas propias, en particular un nuevo tren de aterrizaje, y recibió la orden de construir una serie del nuevo aparato; el primero voló el 3 de abril de 1915 y la serie consistió en 6 ejemplares, construidos en los Talleres de Cuatro Vientos. Cuando estuvo disponible el motor Hispano Suiza de 8 cilindros en V y 140 CV de potencia, Barrón lo montó en el Flecha, realizando el 27 de julio un vuelo de demostración ante el rey Alfonso XIII con esta combinación célula-motor totalmente española.
El Servicio de Aeronáutica Militar encargó 12 aeronaves Flecha más a la empresa zaragozana Carde y Escoriaza, que fueron entregadas en 1917.
El Flecha sirvió a Barrón para desarrollar un nuevo modelo, el Barrón W, que entró en servicio en 1917.

## Especificaciones técnicas

### Características generales
- Tripulación: Dos (piloto y observador)
- Longitud: 8,50 m
- Envergadura: 13,40 m
- Altura: 3,00 m
- Superficie alar: 37,50 m²
- Peso vacío: 630 kg
- Peso cargado: 970 kg
- Planta motriz: 1× motor lineal V-8 refrigerado por líquido Hispano Suiza 8A.
  - Potencia: 103 kW (140 CV)

### Rendimiento
- Velocidad nunca excedida (Vne): 115 km/h

### Desarrollos relacionados
- Lohner Pfeilflieger
- Barrón W

### Listas relacionadas
- Aeronaves históricas del Ejército del Aire de España